# Myzostoma sulcatum
Myzostoma sulcatum is een ringworm uit de familie Myzostomatidae.
Myzostoma sulcatum werd in 1918 voor het eerst wetenschappelijk beschreven door Remscheid.